# Ходов, Константин Елизарович

Могила К. Е. Ходова

Константин Елизарович Ходов (11.05.1907 — 12.02.1989) — пулемётчик 52-го гвардейского кавалерийского полка, гвардии старший сержант. Герой Советского Союза.

## Биография
Родился 11 мая 1907 года в селении Батако (Батакоюрт), Республики Северная Осетия — Алания в семье служащего. Осетин. В двенадцать лет он уже лишился отца и вместе с братьями и сёстрами остался на иждивении матери. Окончив пять классов сельской школы, вынужден был оставить учёбу и поступить на работу на завод «Электроцинк» в городе Орджоникидзе. Затем переехал в Таджикистан, жил и работал в посёлке Джиликуль.
В июле 1941 года был призван в Красную Армию, с августа того же года на фронте. Участвовал в битве под Сталинградом, был ранен. На фронт вернулся летом 1943 года, участвовал в боях за освобождение Украины. К осени 1943 года гвардии старший сержант Ходов — пулеметчик 52-го гвардейского кавалерийского полка 14-й гвардейской кавалерийской дивизии.
В боях 22 сентября 1943 года за села Куликовка и Перше Травня пулемётчик Ходов нанёс противнику значительный урон в живой силе и боевой технике. 2 октября в бою на правом берегу Днепра за населённый пункт Колоце при отражении контратаки врага был ранен в ногу. Товарищи вытащили его за боевые порядки эскадрона. Когда противнику удалось вывести из строя весь расчёт единственного оставшегося в эскадроне пулемёта, Ходов, превозмогая нестерпимую боль, самостоятельно подполз к пулемёту и открыл огонь. Был вторично ранен, но не прекращал огня до полного отражения контратаки. Только потом потерял сознание и был эвакуирован в тыл.
Указом Президиума Верховного Совета СССР «О присвоении звания Героя Советского Союза генералам, офицерскому, сержантскому и рядовому составу Красной Армии» от 15 января 1944 года за «образцовое выполнение боевых заданий командования на фронте борьбы с немецкими захватчиками и проявленными при этом отвагу и геройство» гвардии старшему сержанту Ходову Константину Елизаровичу присвоено звание Героя Советского Союза с вручением ордена Ленина и медали «Золотая Звезда».
В 1945 году был демобилизован. Член КПСС с 1945 года. Жил и работал во Владикавказе. Скончался 12 февраля 1989 года. Похоронен во Владикавказе на Аллее Славы.
Награждён орденами Ленина, Отечественной войны 1-й степени, медалями.
Память
Имя Героя было присвоено пионерскому отряду школы № 45 в Джиликуле. В поселке Колхозабад Курган-Тюбинской области установлен бюст, там же его именем названа улица.